# Leopoldo II de Bélgica
Leopoldo II de Bélgica (Léopold Louis-Philippe Marie Victor de Saxe-Cobourg et Gotha; Bruselas, 9 de abril de 1835-Laeken, 17 de diciembre de 1909) fue el segundo rey de los belgas. Sucedió a su padre, Leopoldo I, en el trono de Bélgica en 1865 y permaneció hasta su muerte. Reinó durante 44 años, con lo que se convirtió en el reinado más largo de cualquier monarca belga hasta el momento. Murió sin hijos varones que le sobrevivieran, por lo que su sobrino Alberto sería su sucesor.  
Leopoldo fue el soberano, fundador y único propietario del Estado Libre del Congo desde 1885 hasta 1908, un proyecto privado encabezado por él mismo. Utilizó al explorador Henry Morton Stanley para ayudarle a reclamar el Congo, un área que actualmente ocupa la República Democrática del Congo. En la Conferencia de Berlín de 1884-1885, las naciones europeas con intereses coloniales —que pactaron el reparto de África— se comprometieron a mejorar la vida de los habitantes nativos del Congo, al tiempo que confirmaron su posesión por parte de Leopoldo II. Sin embargo, desde un principio el monarca ignoró estas condiciones y amasó una gran fortuna gracias a la explotación de los recursos naturales del Congo —caucho, diamantes, marfil y otras piedras preciosas— y la utilización de la población nativa como mano de obra forzada y esclava. Tras varios años de denuncias internacionales por parte de personalidades británicas como Arthur Conan Doyle, Joseph Conrad o Roger Casement; y del líder socialista belga Émile Vandervelde, entre otros, gracias a las fotografías que había tomado la fotógrafa británica Alice Seeley Harris, el Estado belga se hizo cargo de la administración del Congo en 1908. 
En la actualidad, el papel de Leopoldo II en África sigue siendo controvertido entre los historiadores. Según el escritor Adam Hochschild, su régimen africano fue responsable de la muerte de 10 millones de congoleños, mientras que Bertrand Russell estimó el número de víctimas en 8 millones de personas, asimismo, el censo realizado por Bélgica en 1924 mostró que la población del Estado Libre del Congo propiedad de Leopoldo había descendido en un 50 %, 10 millones de personas. Sin embargo, diversos historiadores argumentan contra esta cifra debido a la ausencia de censos fiables, a la enorme mortalidad de las enfermedades como la viruela o la enfermedad del sueño y al hecho de que en 1900, solo había 3000 europeos en el Congo, de los cuales solo la mitad eran belgas. En todo caso existe consenso en que el reinado de Leopoldo fue caracterizado por las atrocidades cometidas de manera sistemática por su administración; George Washington William se referiría a las acciones tomadas por Leopoldo como crímenes de lesa humanidad.  Estos y otros hechos fueron establecidos por el testimonio de testigos oculares, por la inspección in situ de una comisión de investigación internacional, por el periodismo investigativo y el activismo de Edmund Dene Morel, y por el Informe Casement de 1904.
Sin embargo pese a estas evidencias, aun es motivo de debate si hubo o no genocidio en el Congo, pues mientras para Adam Hochschild es indudable, David Van Reybrouck considera que no se puede hablar de un genocidio, ya que no hubo una aniquilación consciente y planificada, sino "una política de explotación desenfrenada y una búsqueda patológica de beneficios". Por otro lado, según la biógrafa Barbara Emerson "Leopoldo no empezó ningún genocidio. Era codicioso por el dinero y se desinteresó cuando las cosas se descontrolaron en el Congo"; el soberano no habría sido un monstruo, sino un calculador obcecado por las vastas riquezas de su colonia que sucumbió "a un aterrador ejemplo de decadencia moral".

## Primeros años

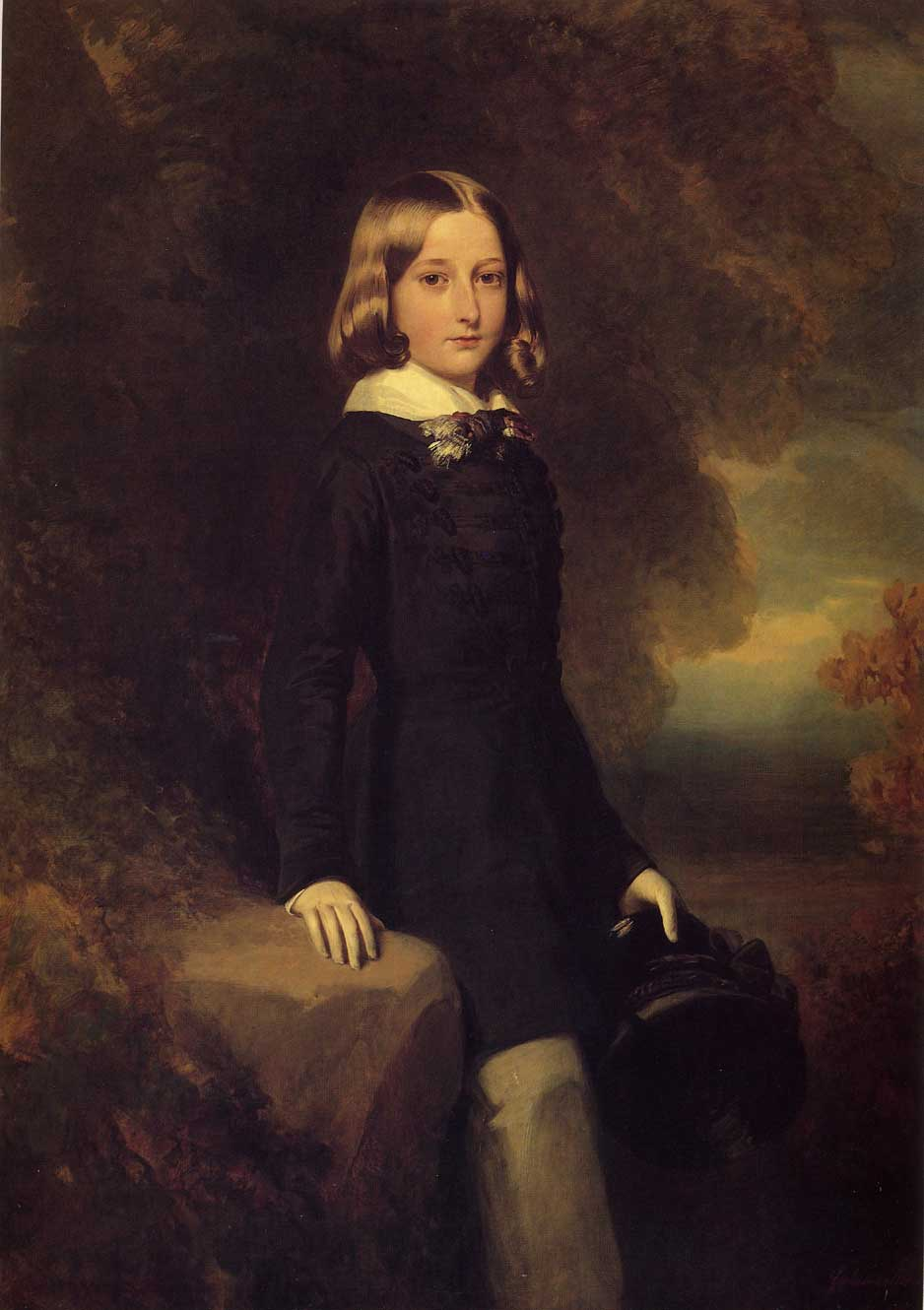
Leopoldo, entonces duque de Brabant, de 9 años. Retrato de Franz Xaver Winterhalter (1844).

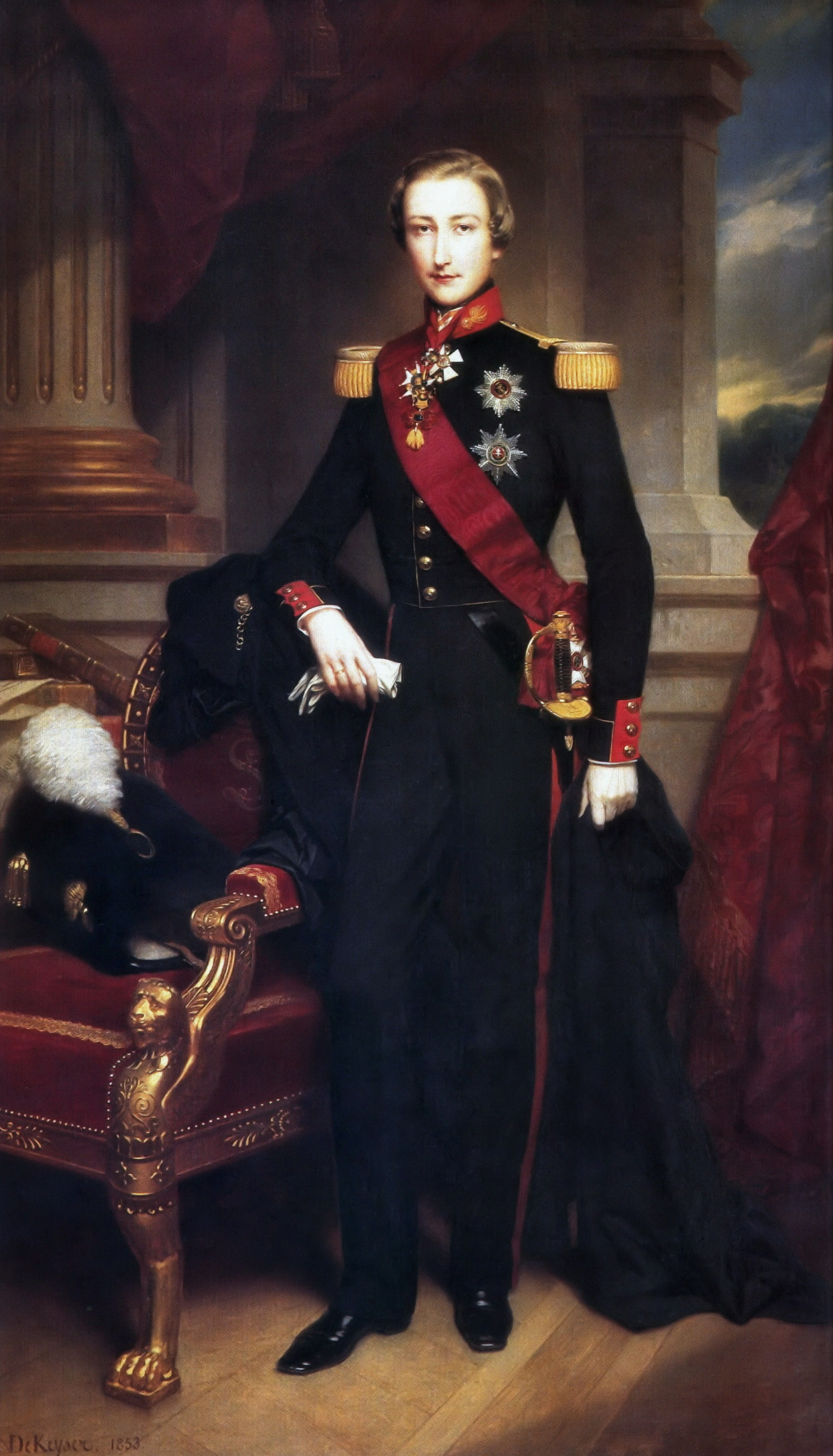
Leopoldo de joven con el uniforme de los Granaderos (retrato de Nicaise de Keyser)

Leopoldo fue el segundo hijo nacido del matrimonio de Leopoldo I, primer rey de los belgas, y la reina Luisa de Orleans, hija del rey francés Luis Felipe I. Nació el 9 de abril de 1835 en el Palacio Real de Bruselas, y fue bautizado con el nombre (en francés) de Léopold Louis-Philippe Marie Victor de Sajonia-Coburgo y Gotha. El nombre de "Louis-Philippe" le fue puesto en recuerdo a su abuelo materno, el rey Luis Felipe I de Francia, y de su hermano mayor Luis Felipe, nacido en 1833 y muerto en la cuna en 1834. Leopoldo tuvo otros dos hermanos: Felipe, conde de Flandes (1837-1905) y Carlota, emperatriz de México (1840-1927).
Su nacimiento fue una gran esperanza de continuidad para la joven nación belga, independiente desde 1830. La falta de reconocimiento de la soberanía belga por parte de las principales potencias europeas, como Austria y Rusia, amenazaba su sostenibilidad. Si Bélgica quería consolidar su existencia, su rey necesitaba tener un heredero varón de línea directa. No obstante, el muchacho era de complexión débil aunque muy inteligente. En 1840, Leopoldo recibió el título de duque de Brabante, recreado para designar al heredero al trono, del mismo modo su hermano Felipe fue nombrado conde de Flandes.
La reina Luisa quedó profundamente afectada por la muerte de su padre, Luis Felipe I de Francia, en 1850, que se había visto obligado a exiliarse a Claremont después de la Revolución de 1848. Se resfrió durante un funeral en Bruselas, contrayendo tuberculosis y muriendo prematuramente el 11 de octubre de 1850, en Ostende, a la edad de 38 años. Leopoldo contaba tan solo con quince años de edad.
Muy afectado por la muerte de su madre, que cuidaba personalmente de los niños de la realeza, Leopoldo y su hermano y hermana se quedaron un tanto solos. Un mes después de la muerte de la reina Luisa, la reina Victoria de Inglaterra le aconsejó al rey: "Debes mantener a tus hijos lo más cerca posible de ti. Estoy segura de que sería bueno y útil para ti y para ellos".
Leopoldo, duque de Brabante, se convertirá en miembro del Senado belga y participará activamente en importantes debates, especialmente en aquellos relacionados con el establecimiento de un servicio de navegación entre Amberes y el Levante mediterráneo en 1855. El mismo año se quedó con el emperador Napoleón III durante tres semanas en París en motivo de la celebración de la Exposición Universal.
También, siendo joven, ingresó en el ejército belga y realizó numerosos viajes por el mundo, lo que marcaría su política expansionista.[cita requerida]

## Matrimonio y familia

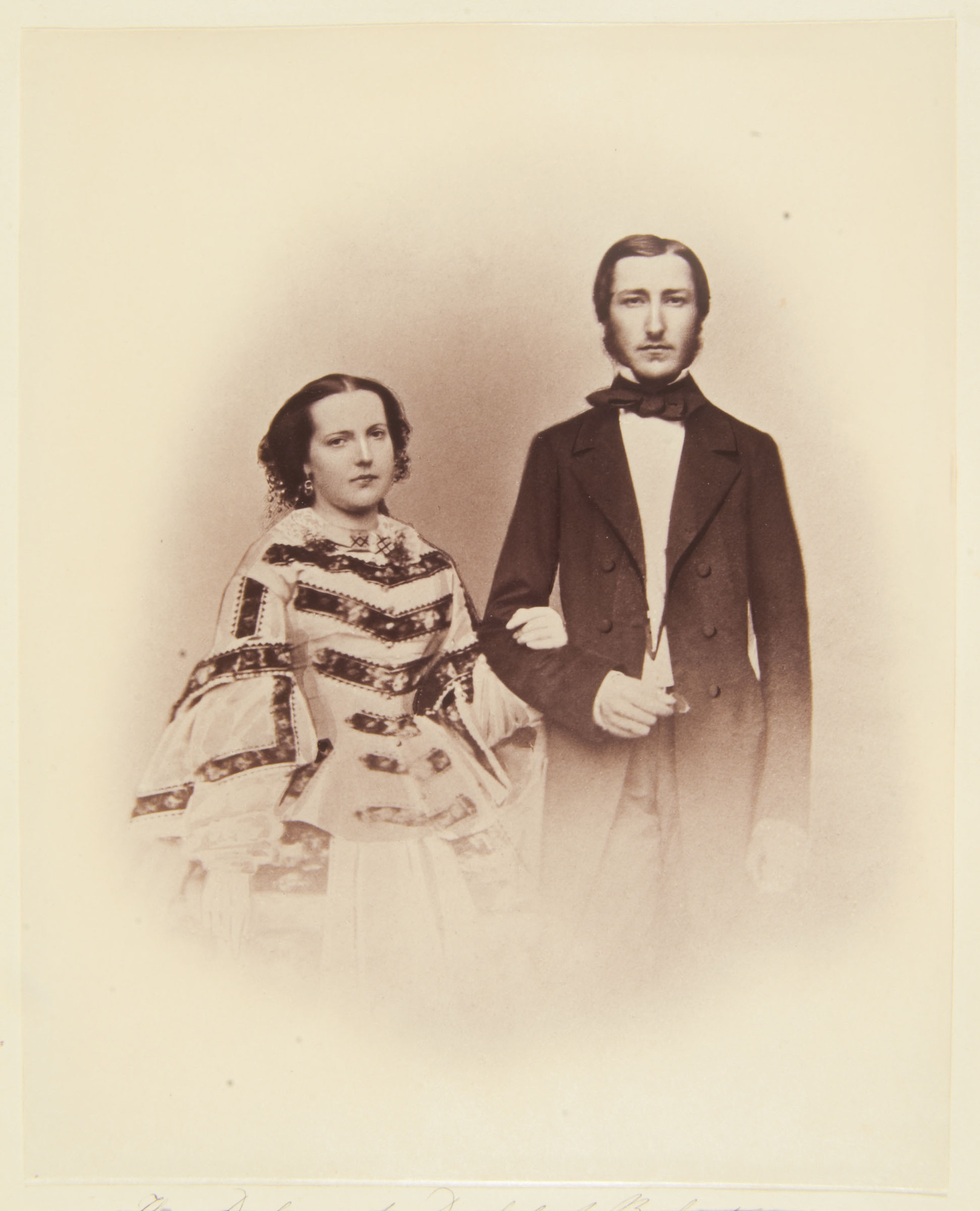
Leopoldo y María Enriqueta alrededor de 1857

El cambio de régimen en Francia socavó la posición del rey de los belgas, que era yerno del rey Luis Felipe de Francia, destituido por la Revolución de 1848. Para hacer frente a la caída del prestigio de la monarquía belga, el adolescente Leopoldo, duque de Brabante, resultó ser de gran utilidad. Su padre lo llevó por Alemania, Austria, Gotha, Dresde, Berlín y, finalmente, Viena, donde unos días después se anunciaría el compromiso de Leopoldo con la archiduquesa de la secular y católica Casa de Austria, María Enriqueta de Austria. Apenas tres meses después, el 22 de agosto de 1853, y a la edad de 18 años, Leopoldo se casó civilmente, frente al alcalde Charles de Brouckère, en el Palacio Real de Bruselas. Luego lo haría religiosamente en la catedral de Saints-Michel-et-Gudule. Fue un matrimonio por conveniencia, ya que María Enriqueta era prima del emperador Francisco José I de Austria y nieta del emperador Leopoldo II. También era vivaz y enérgica, además de una artista y música consumada y su belleza le valió el apodo de "La rosa de Brabante". Le apasionaba la equitación hasta el punto de que cuidaba personalmente de sus caballos. El enlace fue objeto de críticas y burlas por parte de quienes afirmaban que era un "matrimonio de un palafrenero y una monja", siendo Leopoldo la monja.

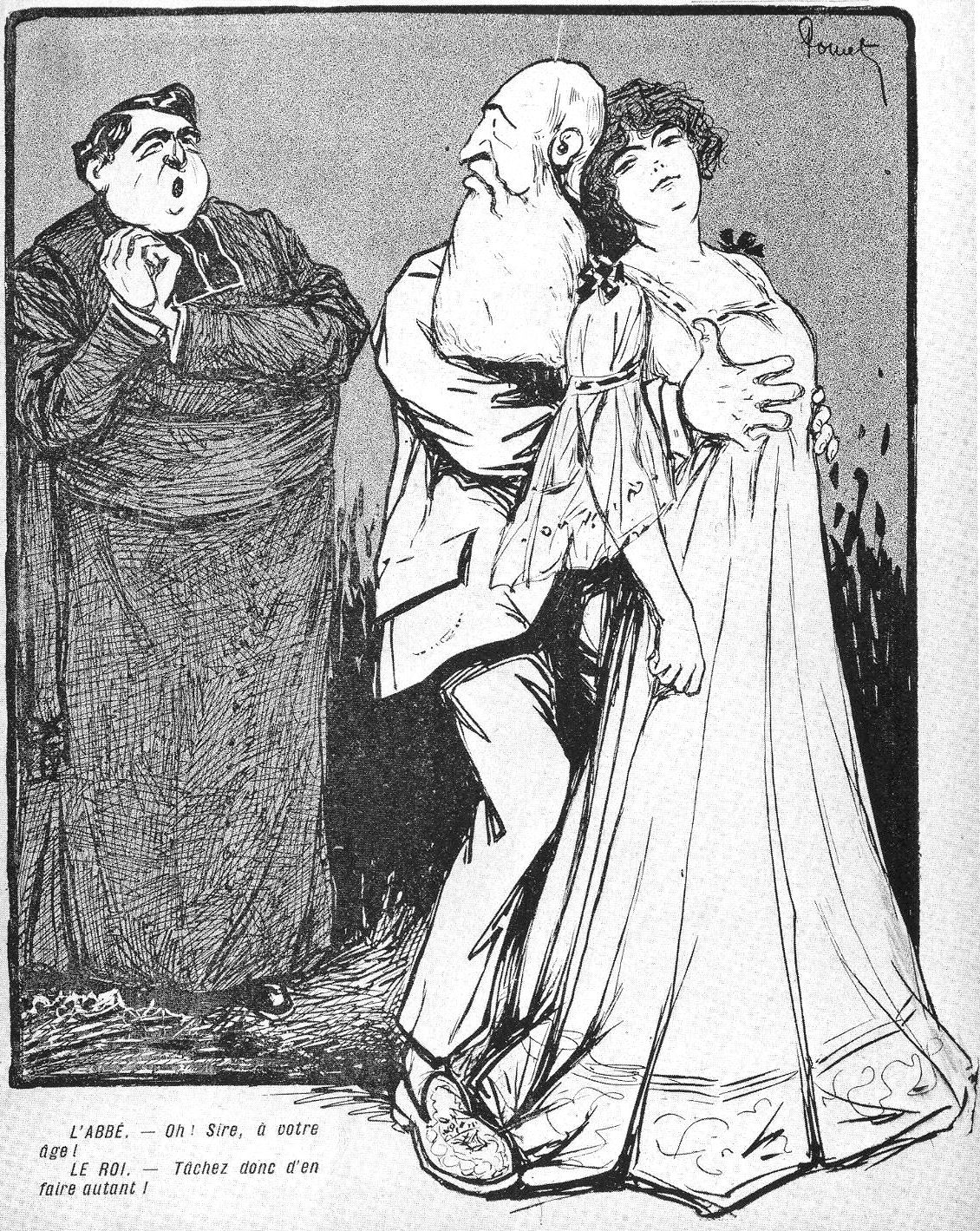
Una caricatura política que ridiculiza la historia de amor de Leopoldo con Caroline Lacroix. El abad: ¡Oh! Señor, a su edad? El Rey: ¡Deberías probarlo por ti mismo!

El matrimonio, por razones diplomáticas, fue mal recibido en Francia por Napoleón III, que veía con malos ojos el éxito de la familia real belga, emparentada con la dinastía rival de los Orléans. Después de las nupcias, la joven pareja emprendió el recorrido por las ciudades belgas antes de embarcarse en octubre para una larga estancia en Inglaterra con la reina Victoria, quien después de haberles observado escribió en noviembre de 1853 al rey Leopoldo I: "Creo que no tienes idea de que, para su edad, ella [María Enriqueta] tiene una personalidad excepcional. En todos los temas la encontré particularmente inteligente y sensata, muy educada y muy culta. Todos estos dones le dan una clara superioridad sobre Léo [poldo] y, desafortunadamente, no comparten gustos e ideas entre ellos [...] En política, Léo [poldo] es inagotable. Habla sobre ella bastante bien, lo mismo que sobre cuestiones militares". La diferencia de personalidades entre los jóvenes cónyuges se hizo evidente cuando estuvieron en las Tullerías en 1855. Lady Priscilla de Westmorland escribió: "Se diría que [Leopoldo] tiene dieciséis años. Es un espárrago grande y sin la sombra de una barba: habla mucho, no le falta inteligencia, pero si su cuerpo es demasiado joven, su inteligencia no lo es en absoluto: no habla como un hombre, sino como un viejo. Imagínate la gracia que le debe hacer a su esposa cuando él se da aires de maestro".
De este matrimonio nacieron cuatro hijos, tres hembras y un varón, también llamado Leopoldo. El joven Leopoldo murió en 1869 a la edad de nueve años de neumonía después de caer en un estanque. Su muerte fue fuente de gran dolor para Leopoldo. La felicidad del matrimonio se truncó y la pareja se separó por completo después de un último intento de tener otro hijo, que resultó en el nacimiento de su última hija Clementina. María Enriqueta se retiró permanentemente a Spa en 1895 y allí murió en 1902.
Leopoldo tuvo muchas amantes. En 1899, con 65 años, se enamoró locamente de una de sus amantes, Caroline Lacroix, una joven prostituta francesa de 16 años. La nombró baronesa de Vaughan, y tuvo con ella dos hijos varones (la auténtica paternidad de esos niños nunca fue demostrada). Debido a los regalos y a la naturaleza no oficial de su relación, Caroline era profundamente impopular entre el pueblo belga e internacionalmente. Un año antes de su muerte, Leopoldo contrajo con Lacroix un matrimonio morganático, y le legó una fortuna y propiedades inmobiliarias en Bélgica y en Francia. Al año siguiente, poco después de la muerte del rey, Lacroix se casó con su amante, Antoine Durieux, quien adoptó a los hijos.

## Reinado

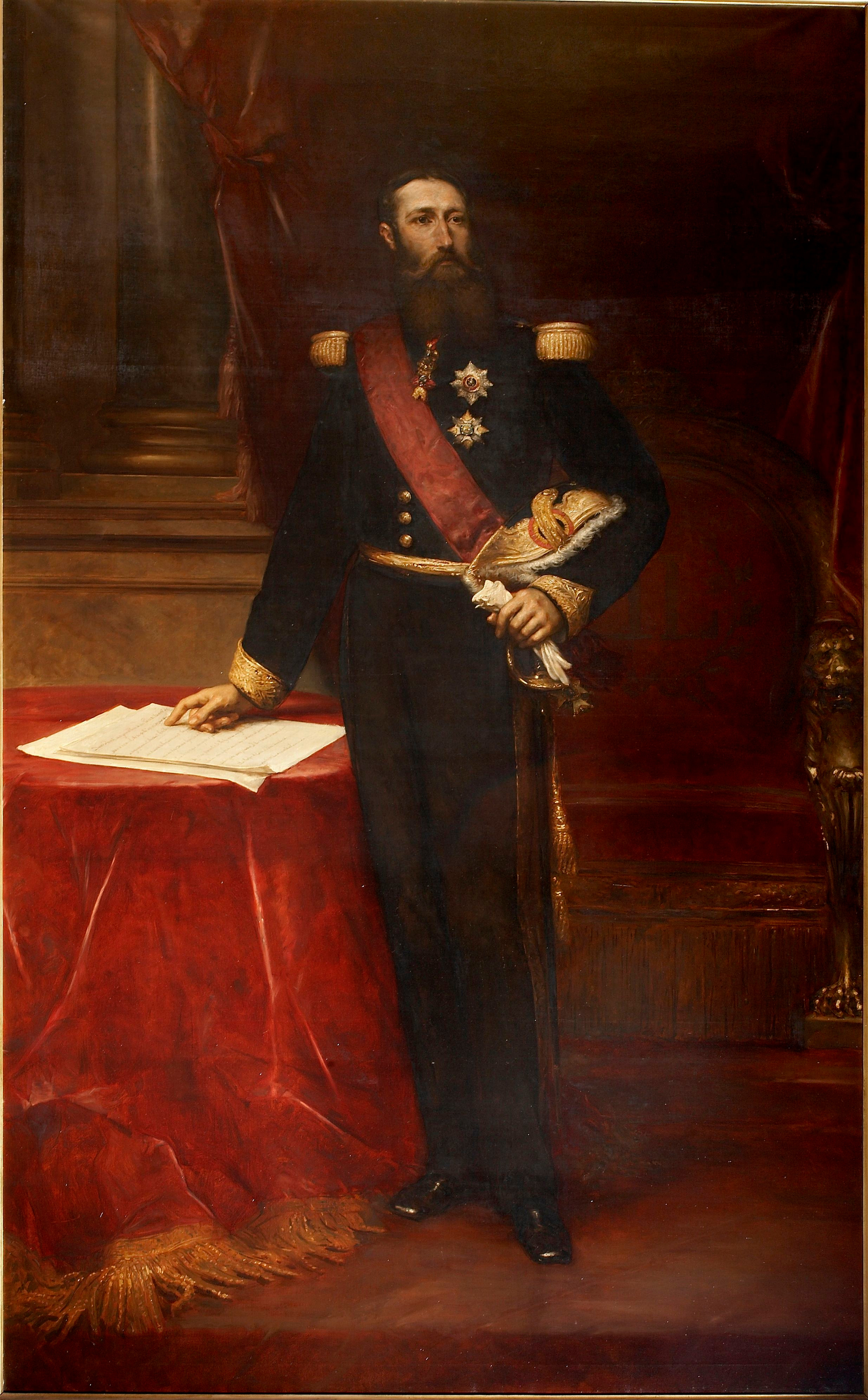
Retrato de Leopoldo II por Louis Gallait (c. 1860, Ayuntamiento de Sint-Niklaas)

Bajo Leopoldo II, gracias al gran crecimiento industrial en Valonia entre 1850 y 1870, a la política de neutralidad durante la guerra franco-prusiana y al papel activo jugado por los distintos gobiernos, Bélgica se convirtió en una de las potencias industriales de Europa. Bruselas se transformó en un "pequeño París" acogiendo a exiliados tanto del Segundo Imperio francés como de la Comuna de París.

### Política interior
Durante su reinado el Parlamento aprobó numerosas medidas sociales, como el derecho a crear sindicatos, la prohibición a los niños menores de doce años de trabajar en las fábricas, la prohibición del trabajo nocturno para los menores de dieciséis años y de los trabajos subterráneos para las mujeres de menos de veintiún años.[cita requerida] Se estableció el descanso dominical y una compensación en caso de accidente laboral.
El rey intentó que la Constitución belga de 1885 instaurase el "Referéndum Real", que le hubiese permitido convocar personalmente consultas populares acerca de cuestiones de orden general o sobre leyes ya aprobadas por el Parlamento belga. En este último caso, el Referéndum Real podría haberle suministrado un apoyo popular para negarse a firmar leyes que desaprobaba, lo que equivalía a disponer del derecho de veto. Ante la negativa del Parlamento a contemplar esta posibilidad, Leopoldo estuvo a punto de abdicar.
En el aspecto militar, con tal de mantener la neutralidad del reino y preservarlo de invasiones alemanas o francesas, mandó fortificar el río Mosela y las ciudades de Amberes, Namur y Lieja, asimismo instituyó el servicio militar obligatorio para un hijo por familia (1909).

### El rey constructor

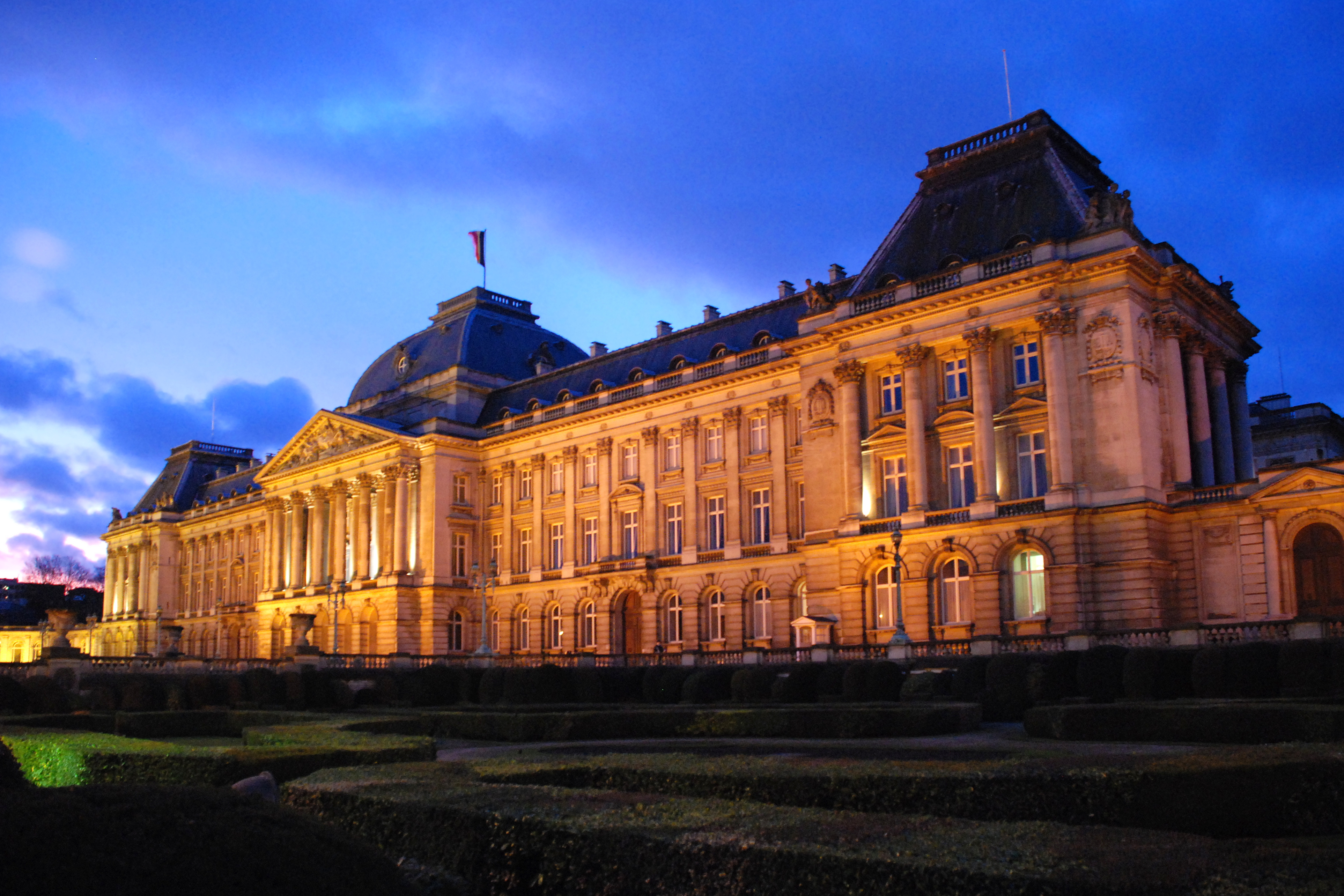
El Palacio Real de Bruselas.

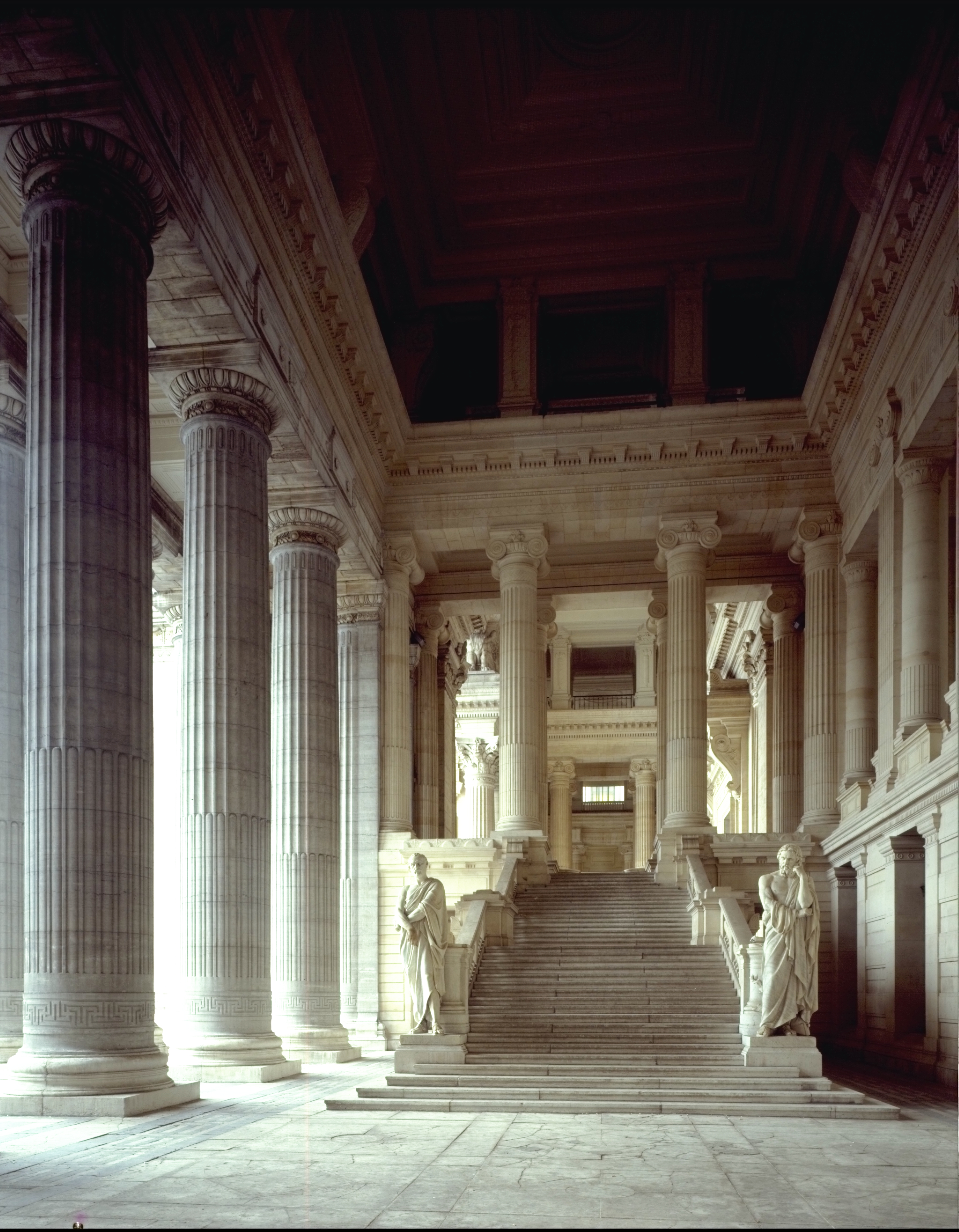
El Palacio de Justicia de Bruselas.

Bruselas, convertida en un importante centro cultural donde convergían artistas, políticos y pensadores internacionales, experimentó en el último cuarto del siglo XIX un importante desarrollo urbanístico. Leopoldo II, que visitaba con frecuencia las obras, mostró estar interesado y quiso promover no solo la construcción de edificios sino, sobre todo, de grandes espacios urbanos y parques fruto de su interés por la mejora de la condición de vida en las metrópolis modernas. El rey prefirió siempre el clasicismo francés y el estilo Segundo Imperio, pese a que a finales de siglo Bruselas se convirtió en uno de los principales centros del Art Nouveau.
Entre la gran cantidad de obras públicas financiadas en parte por el soberano en Bruselas, cabe destacar:
- la iglesia Real de Santa María (1845-1888)
- la iglesia de Santa Catalina (1854-1874)
- el recubrimiento del río Senne (1866-1871)
- el Palacio Real de Bruselas (1865-1872 y 1903-1909)
- el Palacio de Justicia de Bruselas de Joseph Poelaert (1866-1883)[30]
- el Castillo Real y los Invernaderos de Laeken (1873, 1890 y 1902-1906)
- el parque y los Arcos del Cincuentenario (1880, 1888 y 1889-1897) por el 50 aniversario de la independencia de Bélgica[31]
- la avenida de Tervueren (1895-1897)
- los Museos Reales de Arte e Historia (1879-1904)[32]
- el Museo Real de África Central (1905-1910)
- la Basílica del Sagrado Corazón (empezada en 1905)
- el Mont des Arts (empezado en 1908)

Además, embelleció también la ciudad de Ostende, donde creó el hipódromo y el parque María Enriqueta y la ciudad de Amberes con el Museo Real de Bellas Artes o la Estación de Antwerpen-Centraal.

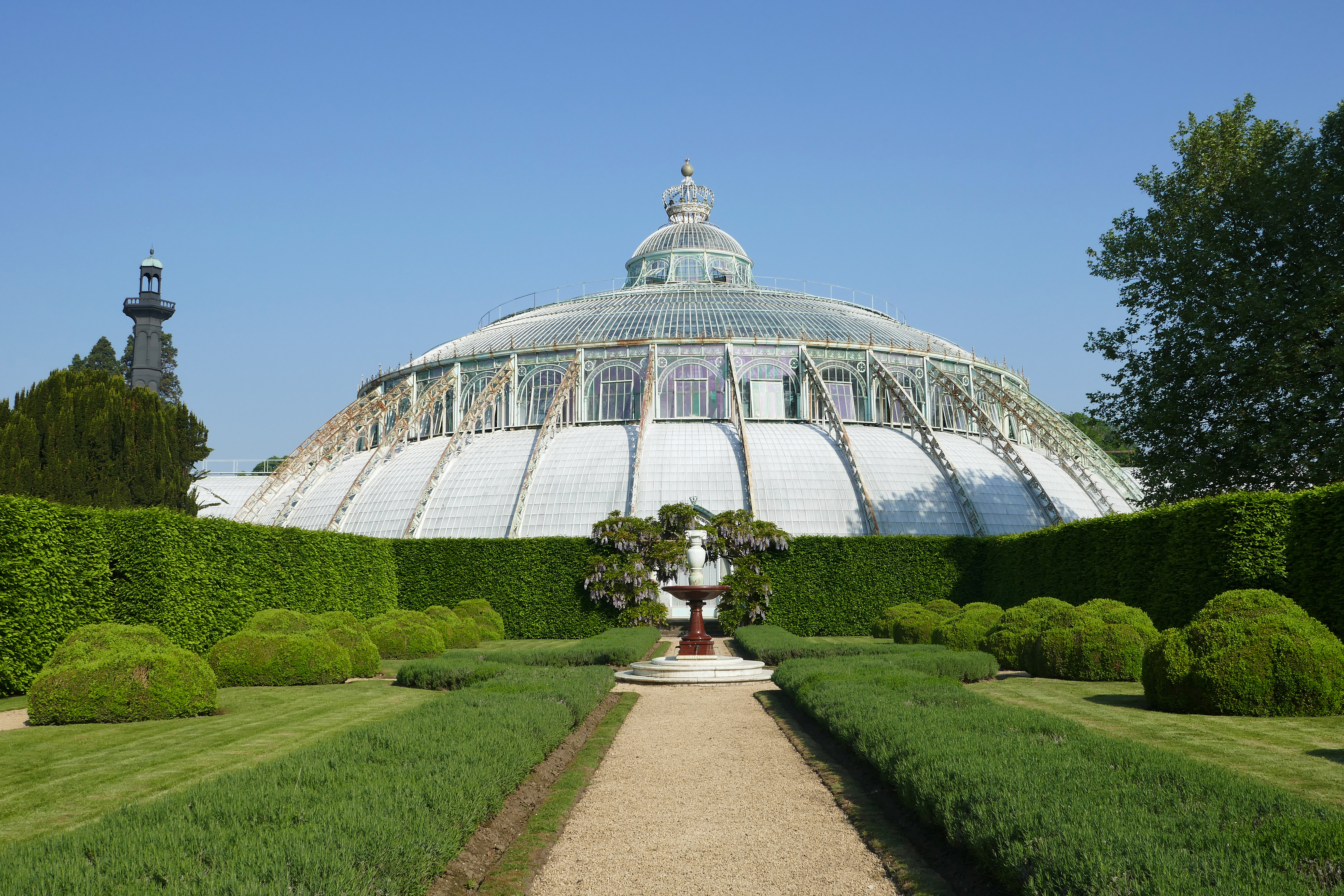
Los Invernaderos Reales de Laeken.

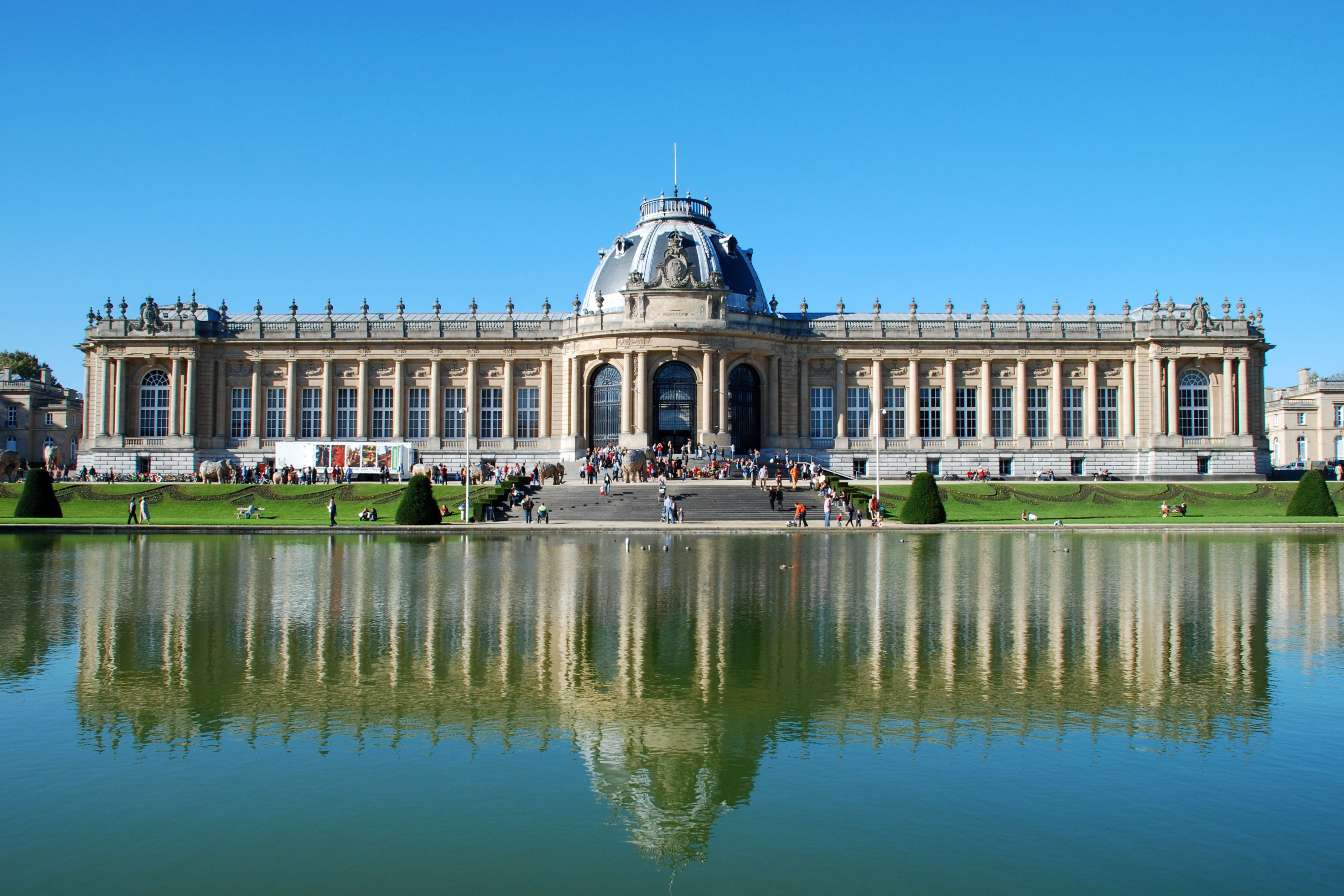
El Museo Real de África Central.

Leopoldo II también constituyó un inmenso patrimonio personal en las Ardenas, con 6700 hectáreas de bosques y fincas agrícolas, un campo de golf y los castillos de Ciergnon, Fenffe, Villers-sur-Lesse y Ferage; así como lujosas propiedades en la Costa Azul francesa, destacando la monumental Villa Leópolda (1902) en Villefranche-sur-Mer y la Villa Les Cèdres con su jardín botánico anexo (1904) en Saint-Jean-Cap-Ferrat.
Si bien es cierto que muchos de estos proyectos fueron financiados con los enormes beneficios que Leopoldo II sacó del Congo, hay que destacar que muchos de ellos vieron la luz antes que la colonia fuera adquirida en 1885, como el faraónico Palacio de Justicia que fue terminado de 1883.

### LaDonación Real
En 1900, con motivo de su sexagésimo quinto aniversario, Leopoldo II decidió ceder al estado belga gran parte de sus propiedades privadas, fue la llamada Donation Royale (Donación Real). El soberano afirmaba que así se aseguraba que éstas no se fragmentaran entre sus herederos y que siguieran estando ligadas a la familia. No en vano sus hijas mayores, Luisa y Estefanía, se habían casado con príncipes extranjeros. Impuso tres condiciones para la cesión: que las propiedades no podían ser vendidas, que debían mantener su aspecto y función y que debían estar a disposición de la Familia Real belga. En 1903, el Estado belga aceptó la donación a cambio que los bienes fueran financieramente autónomos.
Los bienes de la Donación se dividieron en cuatro grandes bloques:
- la propiedades de las Ardenas: esencialmente terrenos agrícolas y bosques, pero también los castillos de Ciergnon, Fenffe y Ferage.
- la propiedad de Tervuren: destinada a campo de golf y a edificios educativos.
- la propiedad de Ostende: la antigua villa real con sus establos y el hipódromo de la ciudad.
- las propiedades en Bruselas: el palacio de Laeken y su parque con los castillos de Belvedere y Stuyvenberg, el Hôtel Bellevue, el parque Duden en Forest, las instalaciones del Royal Yacht Club y gran cantidad de inmuebles alquilados.

La Donación Real fue en origen administrada por un departamento del Ministerio de Finanzas, pero desde 1930 constituye un organismo público autónomo bajo la supervisión del mismo ministerio.

## Política colonial: Estado Libre del Congo y genocidio

### El marco institucional
En 1876, Leopoldo convocó y presidió la Conferencia Geográfica de Bruselas que reunía a expertos, exploradores y científicos de seis países europeos. Pretendía establecer normas comunes filantrópicas para proteger el continente africano y sus habitantes de la explotación comercial indiscriminada, dado que con las últimas exploraciones se acababa de abrir África a la penetración europea. Con este fin la Conferencia decidió crear un organismo permanente, la Asociación Internacional Africana (AIA), presidida por el propio Leopoldo, para promocionar la paz, la civilización, la educación y el progreso científico, y erradicar la trata de esclavos que era una práctica común a buena parte del continente. El mismo año, en el discurso inaugural del comité belga de la AIA, Leopoldo declaraba:

(...) Los horrores de este estado de cosas, los miles de víctimas masacradas por el comercio de esclavos cada año, el número aún mayor de seres absolutamente inocentes que son brutalmente arrastrados a la cautividad y condenados de por vida a los trabajos forzados, han conmovido profundamente los sentimientos de todos los que, a todos los niveles, han estudiado con atención esta deplorable realidad; y han concebido la idea de asociarse, de cooperar, en una palabra, de fundar una asociación internacional para dar punto final a este tráfico odioso que es una desgracia para la edad en la que vivimos, (...)

Tres años más tarde, la AIA financió la expedición al río Congo (1879–1884) dirigida por el explorador y aventurero estadounidense Henry Morton Stanley. Stanley fue encargado de conseguir contratos con los jefes indígenas, para que la AIA explotase las regiones descubiertas, convirtiéndolas en "Estados libres". Paralelamente, Bélgica creó la Asociación Internacional del Congo (AIC), cuyos fines presuntamente se relacionaban con el mantenimiento de la paz en las regiones africanas de la cuenca del Congo, pero luego con metas claramente comerciales para explotar productos de las regiones colonizadas.
A raíz de estas iniciativas, Leopoldo fue reconocido en la escena internacional como un benefactor filantrópico digno de admiración, como un hombre de negocios preocupado por temas humanitarios y como el promotor de la política colonial de Bélgica, y lo colocaba a la altura de la del Reino Unido, Francia o Alemania. No es por lo tanto de extrañar que la Conferencia de Berlín (1884-1885) reconociera la creación del Estado Libre del Congo como un territorio perteneciente a Leopoldo a título personal (y no como colonia de Bélgica). Ningún representante indígena fue invitado. 
El Reino de Bélgica abandonó toda responsabilidad sobre el territorio congoleño, como lo confirmará el artículo 62 de la Constitución belga votada en 1885, por lo cual el territorio del Congo quedaba convertido prácticamente en "propiedad privada" de Leopoldo II. La explotación de los recursos de la región fue constituida en monopolio "estatal" (a favor del Estado Libre del Congo), y Leopoldo envió un ejército de 16 000 europeos de distintas nacionalidades, pagados por el propio monarca, para controlar la región y convertirla en un campo de trabajos forzados, mediante la esclavitud y la mutilación.

### La práctica genocida de Leopoldo II en el Congo
Gracias a la colonización del Congo, Leopoldo convirtió a Bélgica en una potencia imperialista y a él mismo en multimillonario. Gracias a los préstamos que le fueron concedidos a Leopoldo por el Estado belga, la AIC creó una red ferroviaria a lo largo del río Congo y de sus afluentes, y abrió carreteras. Después de que John Dunlop inventara los neumáticos de caucho, la demanda mundial del mismo, debido a su uso como materia prima en la industria automovilística y de bicicletas, se había disparado y se inició una carrera comercial internacional para dominar el mercado. 
Para adelantarse a la competencia (que explotaba bosques en América Latina y en el sureste asiático), Leopoldo impuso altas cuotas de producción de caucho en el Congo, y obligó a la población indígena a cumplirlas con métodos coercitivos y la más alta violencia. Para aumentar el ritmo de producción, los agentes del Estado Independiente del Congo cobraban primas en función de las cantidades suplementarias de caucho recolectado, lo que los incitaba a endurecer cada vez más los métodos de presión sobre los trabajadores para aumentar la producción al máximo nivel posible, castigando con la muerte o la mutilación a los operarios que no cumplieran sus cuotas, sin exceptuar a niños o ancianos de tales trabajos forzados.

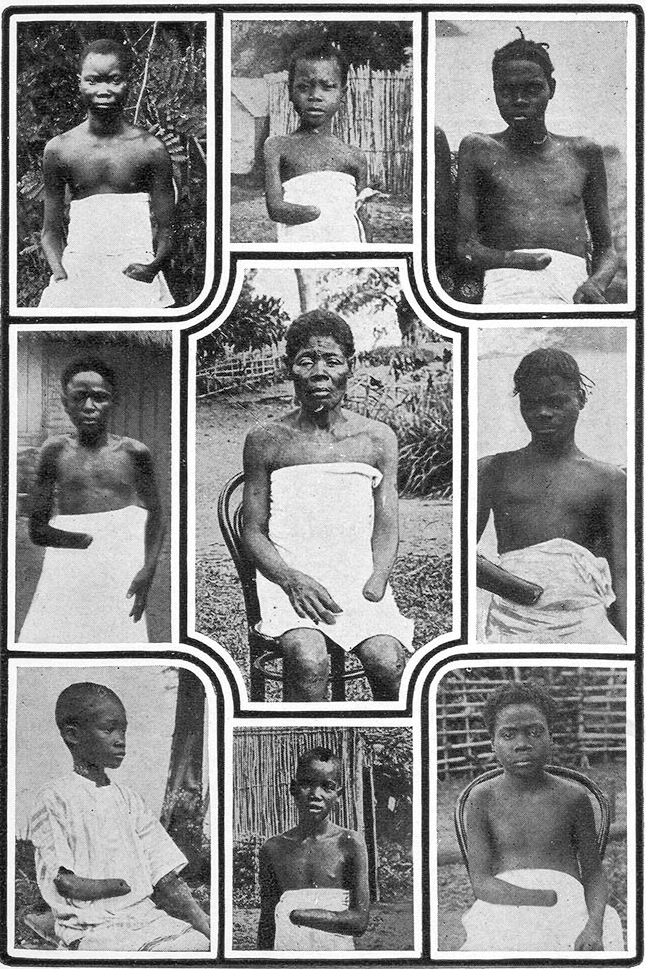
En los territorios que pertenecían a Leopoldo II, el castigo por desobediencia -o por no "cumplir la cuota de trabajo"- era la amputación violenta de una mano.

Se calcula que durante los años de dominio de Leopoldo sobre el Congo murieron unos diez millones de nativos. El historiador Adam Hochschild avanza la misma cifra basándose en investigaciones llevadas a cabo por el antropólogo Jan Vansina a partir de fuentes locales de la época, y estima que de 1885 a 1908 la población congoleña quedó reducida a la mitad por culpa de los asesinatos, el hambre, el agotamiento, las enfermedades y el desplome de la natalidad. El historiador congoleño Ndaywel e Nziem eleva la cifra a trece millones de muertos, mientras que los historiadores Roger Louis y Jean Stengers consideran que esas cifras no tienen fundamento al no existir datos de población para aquellos años.
En 1895, el misionero Henry Grattan Guinness supo de los abusos sufridos por la población del Estado Libre del Congo e instaló allí una misión. Obtuvo promesas de mejora de Leopoldo, pero nada cambió.[cita requerida] El periodista británico Edmund Dene Morel, exagente de una compañía de navegación encargada del transporte del caucho hacia Europa, y conocedor de las estructuras comerciales establecidas en África del oeste, fue también uno de los primeros en avisar a la opinión internacional sobre los crímenes cometidos, y fue el primero en recolectar pruebas testimoniales y documentales. Sin embargo, hasta 1903, dos años después del fallecimiento de la reina Victoria, prima de Leopoldo, la Cámara de los Comunes no adoptó una resolución crítica sobre la gestión del Congo, y encargó al diplomático Roger Casement, nombrado cónsul británico en el Congo, que investigara los hechos. Su informe, conocido como el Informe Casement, se hizo público al año siguiente y tuvo un impacto considerable en la opinión pública. El parlamento británico aprobó una resolución sobre el Estado del Congo —que el gobierno envió a los catorce países firmantes del Tratado de Berlín de 1885— en la que se informaba que los crímenes que supuestamente allí se cometían eran contrarios al espíritu de la Conferencia, y el ministro británico de Asuntos Exteriores pidió en sendos discursos que se revisara la concesión privada del Congo al rey de Bélgica para transferirla al parlamento belga.
El diputado socialista belga Émile Vandervelde y parte de la oposición parlamentaria consiguieron, en contra de la opinión del rey,[cita requerida] que se creara una comisión independiente de investigación, cuyo informe confirmó las observaciones de Casement y Morel. Por su parte, el rey envió su propia comisión de investigación, constituida por funcionarios públicos belgas, que negaron toda clase de abusos y que apoyaron su labor "civilizadora."[cita requerida]

### La cesión al Estado en el marco de laDonación Real
Las consecuencias inmediatas de esos informes se limitaron al arresto de algunos soldados del Estado Libre acusados del asesinato de centenares de congoleños en 1903.[cita requerida] En diciembre de 1906 el rey Leopoldo, bajo la presión internacional, aceptó transferir el Estado del Congo al parlamento belga, pero las negociaciones duraron hasta el 15 de noviembre de 1908, fecha en la que el Parlamento belga asumió su administración. En el intervalo el rey negoció una compensación de 50 millones de francos por sus posesiones en el Congo y se deshizo de todas sus obligaciones en la región, que reinvirtió en propiedades en la Riviera francesa.
Esta cesión se incluyó en el acta conocida como «Donación real» (1903), por la que Bélgica "heredaba" el Congo, así como de la gestión de las inmensas propiedades personales del rey en Bélgica, preservando su disfrute por sus sucesores en el trono y prohibiendo su venta o alteración. Leopoldo justificó el tratado afirmando que, como solo tenía hijas, todas casadas con príncipes extranjeros, no quería que su herencia se desmembrara después de su muerte. La Donación Real es desde 1930 un organismo público autónomo del Estado belga, que gestiona el patrimonio heredado de Leopoldo II. Parte de esos bienes se puso a disposición exclusiva de la Casa real belga, y el Estado asumió su gestión y conservación.

### La explotación minera
Gran parte de los territorios que Leopoldo II mandó colonizar en África constituyen el actual Estado de la República Democrática del Congo. Bélgica continuó explotando las riquezas del "Congo belga". En los años siguientes a la Donación Real, la administración del Congo siguió en manos de las mismas compañías concesionarias, por lo que el maltrato de la mano de obra congoleña se mantuvo, sin llegar sin embargo a los excesos anteriores.
Después del declive del caucho, tomó especial importancia la explotación minera iniciada por las compañías concesionarias de Leopoldo II, como la Compañía del Katanga, creada en 1891. A partir de 1900, para asegurar el dominio de la compañía frente a la competencia de las compañías mineras británicas y alemanas, el Estado Independiente del Congo y la Compañía del Katanga se unieron en el Comité Especial del Katanga (CSK). Al poco tiempo, un acuerdo firmado personalmente por Leopoldo II y por el empresario británico Robert Williams, propietario de la compañía minera Tangenyika Concession Limited (TCL), creó la Unión Minera del Alto Katanga (UMHK), que gobernó de hecho la región del Katanga hasta su nacionalización por parte del gobierno de la República Democrática del Congo, en 1966.

## Muerte y legado
En sus últimos años, se acarreó una mala reputación entre sus súbditos por su conducta poco ejemplar. Despreciaba en público a su país debido a su escasa extensión, pasaba los inviernos en lujosas residencias en la Riviera Francesa y dos de sus tres hijas se distanciaron de él. Eran conocidas sus relaciones con chicas muy jóvenes, entre ellas la iniciada a la edad de 65 años con la exprostituta adolescente del que le nacerían sus dos hijos ilegítimos.
Leopoldo II murió en 1909 de una hemorragia cerebral. Su sobrino Alberto, hijo de su hermano Felipe de Bélgica, le sucedió en el trono como Alberto I.

## Descendencia

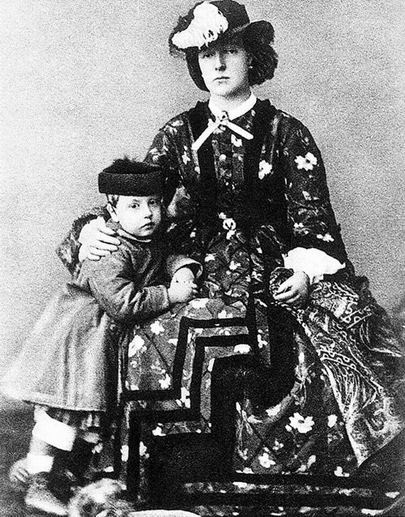
La reina María Enriqueta con el príncipe Leopoldo, duque de Brabante, en 1864

Leopoldo y María Enriqueta tuvieron cuatro hijos, de los cuales los dos más jóvenes tienen descendientes que viven a partir de 2018:
- Princesa Luisa de Bélgica, nacida en Bruselas el 18 de febrero de 1858, y fallecida en Wiesbaden el 1 de marzo de 1924. Se casó con el Príncipe Felipe de Sajonia-Coburgo y Gotha el 4 de febrero de 1875. Tuvieron dos hijos y se divorciaron el 15 de enero de 1906.
- Príncipe Leopoldo, duque de Brabante, conde de Henao, nacido en Laeken el 12 de junio de 1859 y muerto en el mismo lugar el 22 de enero de 1869. La causa de la muerte fue neumonía después de caer en un estanque.
- Princesa Estefanía de Bélgica, nacida en Laeken el 21 de mayo de 1864, y fallecida en la Abadía de Pannonhalma en Győr-Moson-Sopron, Hungría, el 23 de agosto de 1945. Se casó, en primeras nupcias, con el príncipe heredero Rodolfo de Habsburgo, el heredero al trono de Austria-Hungría, quien murió en 1889, en un pacto suicida con su amante, la baronesa María Vetsera, en el pabellón de caza de Mayerling. El segundo esposo de Estefanía fue Elemér Edmund Graf Lónyay de Nagy-Lónya et Vásáros-Namény.
- Princesa Clementina de Bélgica, nacida en Laeken el 30 de julio de 1872, y fallecida en Niza el 8 de marzo de 1955. Se casó con el príncipe Napoleón Víctor Jérôme Frédéric Bonaparte (1862–1926), jefe de la familia Bonaparte. El actual jefe de la familia imperial, Jean-Christophe, Príncipe Napoleón es un descendiente directo del rey Leopoldo II.

Leopoldo también engendró dos hijos con Caroline Lacroix. Fueron adoptados en 1910 por el segundo esposo de Lacroix, Antoine Durrieux. Leopoldo les otorgó títulos de cortesía que eran honorarios, ya que el parlamento no habría apoyado ningún acto o decreto oficial:
- Lucien Philippe Marie Antoine (9 de febrero de 1906 - 1984), duque de Tervuren.
- Philippe Henri Marie François (16 de octubre de 1907 - 21 de agosto de 1914), conde de Ravenstein.

## Títulos y honores

### Títulos
| ● 9 de abril de 1835-16 de diciembre de 1840:      | Su alteza real el príncipe heredero de Bélgica, príncipe de Sajonia-Coburgo y Gotha, duque de Sajonia |
| ● 16 de diciembre de 1840-17 de diciembre de 1865: | Su alteza real el duque de Brabante, príncipe de Sajonia-Coburgo y Gotha, duque de Sajonia            |
| ● 17 de diciembre de 1865-17 de diciembre de 1909: | Su majestad el rey de los belgas                                                                      |

Estado Libre del Congo:
| ● 1 de julio de 1885-15 de noviembre de 1908: | Su majestad serena el Soberano del Estado Libre del Congo |

### Honores
Condecoraciones nacionales
- Gran Cordón de la Real Orden de Leopoldo, 9 de abril de 1853; gran maestre, 17 de diciembre de 1865
- Fundador y gran maestre de la Orden de la Corona, 15 de octubre de 1897
- Fundador y gran maestre de la Orden de Leopoldo II, 24 de agosto de 1900
- Fundador y gran maestre de la Real Orden del León, 9 de abril de 1891
- Fundador y gran maestre de la Orden de la Estrella Africana, 10 de octubre de 1908

Condecoraciones internacionales
- Anhalt: Gran Cruz de Alberto el Oso, 1874
- Austria: Caballero del Toisón de Oro, 1853; Gran Cruz de San Esteban, 1853
- Baden: Caballero de la Orden de la Casa de la Fidelidad, 1862; Gran Cruz del León de Zähringer, 1862
- Baviera: Caballero de San Huberto, 1853
- Brasil: Gran Cruz de la Cruz del Sur; Gran Cruz de la Orden de Pedro I
- Camboya: Gran Cruz de la Real Orden de Camboya
- Cerdeña: Caballero de la Anunciación, 14 de julio de 1855; Gran Cruz de los Santos Mauricio y Lázaro, 1855
- Dinamarca: Caballero del Elefante, 9 de enero de 1866
- Dinastía Quing: Orden del Dragón Doble, Clase I, Grado I
- Dos Sicilias: Gran Cruz de San Fernando y el Mérito
- Ducados Ernestinos: Gran Cruz de la Orden de la Casa Sajonia-Ernestina, 1853
- España: Gran Cruz de la Orden de Carlos III, 6 de abril de 1863
- Etiopía: Gran Cruz del Sello de Salomón
- Francia: Gran Cruz de la Legión de Honor
- Grecia: Gran Cruz del Salvador
- Hannover: Caballero de San Jorge, 1858; Gran Cruz de la Orden Real Güélfica, 1858
- Hawái: Gran Cruz de la Orden de Kamehameha I, 1881
- Hesse-Dramstadt: Gran Cruz de la Orden de Luis, 10 de diciembre de 1865
- Hesse-Kassel: Caballero del León de Oro, 29 de enero de 1866
- Imperio otomano: Orden de la Medjidie, primera clase; Orden de Osmaniye, primera clase; Orden de los Hanedan-i-Ali-Osman
- Japón: Collar de la Orden del Crisantemo
- Liberia: Gran Comandante de la Orden Humana de la Redención Africana
- Malta: Orden de Malta
- Mecklemburgo: Gran Cruz de la Corona Wéndica; Gran Cruz del Grifón
- México: Gran Cruz del Águila Mexicana, 1865
- Mónaco: Gran Cruz de San Carlos
- Oldemburgo: Gran Cruz de la Orden de Pedro Federico Luis, 1 de agosto de 1856
- Países Bajos: Gran Cruz del León Neerlandés
- Persia: Gran Cordón del Sol y el León; Orden del Retrato de Agosto, 16 de junio de 1873
- Portugal: Gran Cruz de la Torre y de la Espada, 6 de septiembre de 1853; Gran Cruz de la Faja de las Tres Órdenes, 8 de enero de 1853
- Prusia: Caballero del Águila Negra; Gran Cruz del Águila Roja; Gran Comandante de la Orden de Hohenzollern
- Reino Unido: Caballero de la Orden de la Jarretera, 23 de febrero de 1866
- Rumania: Gran Cruz de la Orden de Carol I, 1906
- Rusia: Caballero de San Andrés, Caballero de San Alejandro Nevski, Caballero del Águila Blanca, Caballero de Santa Ana, primera clase
- San Marino: Gran Cruz de San Marino
- Sajonia-Weimar-Eisenach: Gran Cruz del Halcón Blanco, 20 de septiembre de 1854
- Serbia: Gran Cruz de Takovo
- Tailandia: Caballero de la Orden de la Casa Real de Chakri, 9 de septiembre de 1897; Gran Cruz del Elefante Blanco
- Suecia-Noruega: Caballero de los Serafines, 17 de mayo de 1852; Gran Cruz de San Olaf, 13 de julio de 1897
- Toscana: Gran Cruz de San José; Orden de Mérito Civil y Militar
- Venezuela: Collar de la Orden del Libertador
- Wurttemberg: Gran Cruz de la Corona de Wurttemberg, 1864

## Ancestros
| \| \| \| \| \| \| \| \| \| \| \| \| \| \| \| \| \| \| \| \| 16. Francisco Josías, duque de Sajonia-Coburgo-Saalfeld \| \| \| \| \| \| \| \| \| \| \| \| \| \| \| \| \| \| \| \| \| \| \| \| \| \| \| \| \| \| \| \| \| \| \| \| \| \| \| \| \| \| \| \| \| \| \| \| \| \| \| \| \| \| 8. Ernesto Federico, duque de Sajonia-Coburgo-Saalfeld \| \| \| \| \| \| \| \| \| \| \| \| \| \| \| \| \| \| \| \| \| \| \| \| \| \| \| \| \| \| \| \| \| \| \| \| \| \| \| \| \| \| \| \| \| \| \| \| \| \| \| \| \| \| 17. Princesa Ana Sofía de Schwarzburg-Rudolstadt \| \| \| \| \| \| \| \| \| \| \| \| \| \| \| \| \| \| \| \| \| \| \| \| \| \| \| \| \| \| \| \| \| \| \| \| \| \| \| \| \| \| \| \| \| \| \| \| \| \| \| \| \| \| 4. Francisco, duque de Sajonia-Coburgo-Saalfeld \| \| \| \| \| \| \| \| \| \| \| \| \| \| \| \| \| \| \| \| \| \| \| \| \| \| \| \| \| \| \| \| \| \| \| \| \| \| \| \| \| \| \| \| \| \| \| \| \| \| \| \| \| \| 18. Fernando Alberto II, duque de Brunswick-Wolfenbüttel \| \| \| \| \| \| \| \| \| \| \| \| \| \| \| \| \| \| \| \| \| \| \| \| \| \| \| \| \| \| \| \| \| \| \| \| \| \| \| \| \| \| \| \| \| \| \| \| \| \| \| \| \| \| 9. Duquesa Sofía Antonia de Brunswick-Wolfenbüttel \| \| \| \| \| \| \| \| \| \| \| \| \| \| \| \| \| \| \| \| \| \| \| \| \| \| \| \| \| \| \| \| \| \| \| \| \| \| \| \| \| \| \| \| \| \| \| \| \| \| \| \| \| \| 19. Duquesa Antonieta Amalia de Brunswick-Wolfenbüttel \| \| \| \| \| \| \| \| \| \| \| \| \| \| \| \| \| \| \| \| \| \| \| \| \| \| \| \| \| \| \| \| \| \| \| \| \| \| \| \| \| \| \| \| \| \| \| \| \| \| \| \| \| \| 2. Leopoldo I, rey de los Belgas \| \| \| \| \| \| \| \| \| \| \| \| \| \| \| \| \| \| \| \| \| \| \| \| \| \| \| \| \| \| \| \| \| \| \| \| \| \| \| \| \| \| \| \| \| \| \| \| \| \| \| \| \| \| 20. Enrique XXIX, conde de Reuss-Ebersdorf \| \| \| \| \| \| \| \| \| \| \| \| \| \| \| \| \| \| \| \| \| \| \| \| \| \| \| \| \| \| \| \| \| \| \| \| \| \| \| \| \| \| \| \| \| \| \| \| \| \| \| \| \| \| 10. Enrique XXIV, conde de Reuss-Ebersdorf \| \| \| \| \| \| \| \| \| \| \| \| \| \| \| \| \| \| \| \| \| \| \| \| \| \| \| \| \| \| \| \| \| \| \| \| \| \| \| \| \| \| \| \| \| \| \| \| \| \| \| \| \| \| 21. Condesa Teodora de Castell-Castell \| \| \| \| \| \| \| \| \| \| \| \| \| \| \| \| \| \| \| \| \| \| \| \| \| \| \| \| \| \| \| \| \| \| \| \| \| \| \| \| \| \| \| \| \| \| \| \| \| \| \| \| \| \| 5. Princesa Augusta de Reuss-Ebersdorf \| \| \| \| \| \| \| \| \| \| \| \| \| \| \| \| \| \| \| \| \| \| \| \| \| \| \| \| \| \| \| \| \| \| \| \| \| \| \| \| \| \| \| \| \| \| \| \| \| \| \| \| \| \| 22. Conde Jorge Augusto de Erbach-Schönberg \| \| \| \| \| \| \| \| \| \| \| \| \| \| \| \| \| \| \| \| \| \| \| \| \| \| \| \| \| \| \| \| \| \| \| \| \| \| \| \| \| \| \| \| \| \| \| \| \| \| \| \| \| \| 11. Condesa Carolina Ernestina de Erbach-Schönberg \| \| \| \| \| \| \| \| \| \| \| \| \| \| \| \| \| \| \| \| \| \| \| \| \| \| \| \| \| \| \| \| \| \| \| \| \| \| \| \| \| \| \| \| \| \| \| \| \| \| \| \| \| \| 23. Condesa Fernanda Enriqueta de Stolbert-Gedern \| \| \| \| \| \| \| \| \| \| \| \| \| \| \| \| \| \| \| \| \| \| \| \| \| \| \| \| \| \| \| \| \| \| \| \| \| \| \| \| \| \| \| \| \| \| \| \| \| \| \| \| \| \| 1. Leopoldo II de Bélgica \| \| \| \| \| \| \| \| \| \| \| \| \| \| \| \| \| \| \| \| \| \| \| \| \| \| \| \| \| \| \| \| \| \| \| \| \| \| \| \| \| \| \| \| \| \| \| \| \| \| \| \| \| \| 24. Luis Felipe I, duque de Orleans \| \| \| \| \| \| \| \| \| \| \| \| \| \| \| \| \| \| \| \| \| \| \| \| \| \| \| \| \| \| \| \| \| \| \| \| \| \| \| \| \| \| \| \| \| \| \| \| \| \| \| \| \| \| 12. Luis Felipe II, duque de Orleans \| \| \| \| \| \| \| \| \| \| \| \| \| \| \| \| \| \| \| \| \| \| \| \| \| \| \| \| \| \| \| \| \| \| \| \| \| \| \| \| \| \| \| \| \| \| \| \| \| \| \| \| \| \| 25. Princesa Luisa Enriqueta de Francia \| \| \| \| \| \| \| \| \| \| \| \| \| \| \| \| \| \| \| \| \| \| \| \| \| \| \| \| \| \| \| \| \| \| \| \| \| \| \| \| \| \| \| \| \| \| \| \| \| \| \| \| \| \| 6. Luis Felipe I, rey de los Franceses \| \| \| \| \| \| \| \| \| \| \| \| \| \| \| \| \| \| \| \| \| \| \| \| \| \| \| \| \| \| \| \| \| \| \| \| \| \| \| \| \| \| \| \| \| \| \| \| \| \| \| \| \| \| 26. Luis Juan María, Duque de Penthièvre \| \| \| \| \| \| \| \| \| \| \| \| \| \| \| \| \| \| \| \| \| \| \| \| \| \| \| \| \| \| \| \| \| \| \| \| \| \| \| \| \| \| \| \| \| \| \| \| \| \| \| \| \| \| 13. Luisa María Adelaida de Borbón, Mademoiselle de Penthièvre \| \| \| \| \| \| \| \| \| \| \| \| \| \| \| \| \| \| \| \| \| \| \| \| \| \| \| \| \| \| \| \| \| \| \| \| \| \| \| \| \| \| \| \| \| \| \| \| \| \| \| \| \| \| 27. Princesa María Teresa Felicidad de Este \| \| \| \| \| \| \| \| \| \| \| \| \| \| \| \| \| \| \| \| \| \| \| \| \| \| \| \| \| \| \| \| \| \| \| \| \| \| \| \| \| \| \| \| \| \| \| \| \| \| \| \| \| \| 3. Princesa Luisa María de Francia \| \| \| \| \| \| \| \| \| \| \| \| \| \| \| \| \| \| \| \| \| \| \| \| \| \| \| \| \| \| \| \| \| \| \| \| \| \| \| \| \| \| \| \| \| \| \| \| \| \| \| \| \| \| 28. Carlos III, rey de España \| \| \| \| \| \| \| \| \| \| \| \| \| \| \| \| \| \| \| \| \| \| \| \| \| \| \| \| \| \| \| \| \| \| \| \| \| \| \| \| \| \| \| \| \| \| \| \| \| \| \| \| \| \| 14. Fernando I, rey de las Dos Sicilias \| \| \| \| \| \| \| \| \| \| \| \| \| \| \| \| \| \| \| \| \| \| \| \| \| \| \| \| \| \| \| \| \| \| \| \| \| \| \| \| \| \| \| \| \| \| \| \| \| \| \| \| \| \| 29. Princesa María Amalia de Sajonia \| \| \| \| \| \| \| \| \| \| \| \| \| \| \| \| \| \| \| \| \| \| \| \| \| \| \| \| \| \| \| \| \| \| \| \| \| \| \| \| \| \| \| \| \| \| \| \| \| \| \| \| \| \| 7. Princesa María Amalia de las Dos Sicilias \| \| \| \| \| \| \| \| \| \| \| \| \| \| \| \| \| \| \| \| \| \| \| \| \| \| \| \| \| \| \| \| \| \| \| \| \| \| \| \| \| \| \| \| \| \| \| \| \| \| \| \| \| \| 30. Francisco I emperador del Sacro Imperio Romano Germánico \| \| \| \| \| \| \| \| \| \| \| \| \| \| \| \| \| \| \| \| \| \| \| \| \| \| \| \| \| \| \| \| \| \| \| \| \| \| \| \| \| \| \| \| \| \| \| \| \| \| \| \| \| \| 15. Archiduquesa María Carolina de Austria \| \| \| \| \| \| \| \| \| \| \| \| \| \| \| \| \| \| \| \| \| \| \| \| \| \| \| \| \| \| \| \| \| \| \| \| \| \| \| \| \| \| \| \| \| \| \| \| \| \| \| \| \| \| 31. María Teresa I, archiduquesa de Austria y reina de Hungría \| \| \| \| \| \| \| \| \| \| \| \| \| \| \| \| \| \| \| \| \| \| \| \| \| \| \| \| \| \| \| \| \| \| \| \| \| \| \| \| \| \| \| \| \| \| \| \| \| \| \| \| |                                                                |  |  |  |  |  |  |  |  |  |  |  |  |  |  |  |
| |                                                                |  |  |  |  |  |  |  |  |  |  |  |  |  |  |  |
| | 16. Francisco Josías, duque de Sajonia-Coburgo-Saalfeld        |  |  |  |  |  |  |  |  |  |  |  |  |  |  |  |
| |                                                                |  |  |  |  |  |  |  |  |  |  |  |  |  |  |  |
| |                                                                |  |  |  |  |  |  |  |  |  |  |  |  |  |  |  |
| | 8. Ernesto Federico, duque de Sajonia-Coburgo-Saalfeld         |  |  |  |  |  |  |  |  |  |  |  |  |  |  |  |
| |                                                                |  |  |  |  |  |  |  |  |  |  |  |  |  |  |  |
| |                                                                |  |  |  |  |  |  |  |  |  |  |  |  |  |  |  |
| | 17. Princesa Ana Sofía de Schwarzburg-Rudolstadt               |  |  |  |  |  |  |  |  |  |  |  |  |  |  |  |
| |                                                                |  |  |  |  |  |  |  |  |  |  |  |  |  |  |  |
| |                                                                |  |  |  |  |  |  |  |  |  |  |  |  |  |  |  |
| | 4. Francisco, duque de Sajonia-Coburgo-Saalfeld                |  |  |  |  |  |  |  |  |  |  |  |  |  |  |  |
| |                                                                |  |  |  |  |  |  |  |  |  |  |  |  |  |  |  |
| |                                                                |  |  |  |  |  |  |  |  |  |  |  |  |  |  |  |
| | 18. Fernando Alberto II, duque de Brunswick-Wolfenbüttel       |  |  |  |  |  |  |  |  |  |  |  |  |  |  |  |
| |                                                                |  |  |  |  |  |  |  |  |  |  |  |  |  |  |  |
| |                                                                |  |  |  |  |  |  |  |  |  |  |  |  |  |  |  |
| | 9. Duquesa Sofía Antonia de Brunswick-Wolfenbüttel             |  |  |  |  |  |  |  |  |  |  |  |  |  |  |  |
| |                                                                |  |  |  |  |  |  |  |  |  |  |  |  |  |  |  |
| |                                                                |  |  |  |  |  |  |  |  |  |  |  |  |  |  |  |
| | 19. Duquesa Antonieta Amalia de Brunswick-Wolfenbüttel         |  |  |  |  |  |  |  |  |  |  |  |  |  |  |  |
| |                                                                |  |  |  |  |  |  |  |  |  |  |  |  |  |  |  |
| |                                                                |  |  |  |  |  |  |  |  |  |  |  |  |  |  |  |
| | 2. Leopoldo I, rey de los Belgas                               |  |  |  |  |  |  |  |  |  |  |  |  |  |  |  |
| |                                                                |  |  |  |  |  |  |  |  |  |  |  |  |  |  |  |
| |                                                                |  |  |  |  |  |  |  |  |  |  |  |  |  |  |  |
| | 20. Enrique XXIX, conde de Reuss-Ebersdorf                     |  |  |  |  |  |  |  |  |  |  |  |  |  |  |  |
| |                                                                |  |  |  |  |  |  |  |  |  |  |  |  |  |  |  |
| |                                                                |  |  |  |  |  |  |  |  |  |  |  |  |  |  |  |
| | 10. Enrique XXIV, conde de Reuss-Ebersdorf                     |  |  |  |  |  |  |  |  |  |  |  |  |  |  |  |
| |                                                                |  |  |  |  |  |  |  |  |  |  |  |  |  |  |  |
| |                                                                |  |  |  |  |  |  |  |  |  |  |  |  |  |  |  |
| | 21. Condesa Teodora de Castell-Castell                         |  |  |  |  |  |  |  |  |  |  |  |  |  |  |  |
| |                                                                |  |  |  |  |  |  |  |  |  |  |  |  |  |  |  |
| |                                                                |  |  |  |  |  |  |  |  |  |  |  |  |  |  |  |
| | 5. Princesa Augusta de Reuss-Ebersdorf                         |  |  |  |  |  |  |  |  |  |  |  |  |  |  |  |
| |                                                                |  |  |  |  |  |  |  |  |  |  |  |  |  |  |  |
| |                                                                |  |  |  |  |  |  |  |  |  |  |  |  |  |  |  |
| | 22. Conde Jorge Augusto de Erbach-Schönberg                    |  |  |  |  |  |  |  |  |  |  |  |  |  |  |  |
| |                                                                |  |  |  |  |  |  |  |  |  |  |  |  |  |  |  |
| |                                                                |  |  |  |  |  |  |  |  |  |  |  |  |  |  |  |
| | 11. Condesa Carolina Ernestina de Erbach-Schönberg             |  |  |  |  |  |  |  |  |  |  |  |  |  |  |  |
| |                                                                |  |  |  |  |  |  |  |  |  |  |  |  |  |  |  |
| |                                                                |  |  |  |  |  |  |  |  |  |  |  |  |  |  |  |
| | 23. Condesa Fernanda Enriqueta de Stolbert-Gedern              |  |  |  |  |  |  |  |  |  |  |  |  |  |  |  |
| |                                                                |  |  |  |  |  |  |  |  |  |  |  |  |  |  |  |
| |                                                                |  |  |  |  |  |  |  |  |  |  |  |  |  |  |  |
| | 1. Leopoldo II de Bélgica                                      |  |  |  |  |  |  |  |  |  |  |  |  |  |  |  |
| |                                                                |  |  |  |  |  |  |  |  |  |  |  |  |  |  |  |
| |                                                                |  |  |  |  |  |  |  |  |  |  |  |  |  |  |  |
| | 24. Luis Felipe I, duque de Orleans                            |  |  |  |  |  |  |  |  |  |  |  |  |  |  |  |
| |                                                                |  |  |  |  |  |  |  |  |  |  |  |  |  |  |  |
| |                                                                |  |  |  |  |  |  |  |  |  |  |  |  |  |  |  |
| | 12. Luis Felipe II, duque de Orleans                           |  |  |  |  |  |  |  |  |  |  |  |  |  |  |  |
| |                                                                |  |  |  |  |  |  |  |  |  |  |  |  |  |  |  |
| |                                                                |  |  |  |  |  |  |  |  |  |  |  |  |  |  |  |
| | 25. Princesa Luisa Enriqueta de Francia                        |  |  |  |  |  |  |  |  |  |  |  |  |  |  |  |
| |                                                                |  |  |  |  |  |  |  |  |  |  |  |  |  |  |  |
| |                                                                |  |  |  |  |  |  |  |  |  |  |  |  |  |  |  |
| | 6. Luis Felipe I, rey de los Franceses                         |  |  |  |  |  |  |  |  |  |  |  |  |  |  |  |
| |                                                                |  |  |  |  |  |  |  |  |  |  |  |  |  |  |  |
| |                                                                |  |  |  |  |  |  |  |  |  |  |  |  |  |  |  |
| | 26. Luis Juan María, Duque de Penthièvre                       |  |  |  |  |  |  |  |  |  |  |  |  |  |  |  |
| |                                                                |  |  |  |  |  |  |  |  |  |  |  |  |  |  |  |
| |                                                                |  |  |  |  |  |  |  |  |  |  |  |  |  |  |  |
| | 13. Luisa María Adelaida de Borbón, Mademoiselle de Penthièvre |  |  |  |  |  |  |  |  |  |  |  |  |  |  |  |
| |                                                                |  |  |  |  |  |  |  |  |  |  |  |  |  |  |  |
| |                                                                |  |  |  |  |  |  |  |  |  |  |  |  |  |  |  |
| | 27. Princesa María Teresa Felicidad de Este                    |  |  |  |  |  |  |  |  |  |  |  |  |  |  |  |
| |                                                                |  |  |  |  |  |  |  |  |  |  |  |  |  |  |  |
| |                                                                |  |  |  |  |  |  |  |  |  |  |  |  |  |  |  |
| | 3. Princesa Luisa María de Francia                             |  |  |  |  |  |  |  |  |  |  |  |  |  |  |  |
| |                                                                |  |  |  |  |  |  |  |  |  |  |  |  |  |  |  |
| |                                                                |  |  |  |  |  |  |  |  |  |  |  |  |  |  |  |
| | 28. Carlos III, rey de España                                  |  |  |  |  |  |  |  |  |  |  |  |  |  |  |  |
| |                                                                |  |  |  |  |  |  |  |  |  |  |  |  |  |  |  |
| |                                                                |  |  |  |  |  |  |  |  |  |  |  |  |  |  |  |
| | 14. Fernando I, rey de las Dos Sicilias                        |  |  |  |  |  |  |  |  |  |  |  |  |  |  |  |
| |                                                                |  |  |  |  |  |  |  |  |  |  |  |  |  |  |  |
| |                                                                |  |  |  |  |  |  |  |  |  |  |  |  |  |  |  |
| | 29. Princesa María Amalia de Sajonia                           |  |  |  |  |  |  |  |  |  |  |  |  |  |  |  |
| |                                                                |  |  |  |  |  |  |  |  |  |  |  |  |  |  |  |
| |                                                                |  |  |  |  |  |  |  |  |  |  |  |  |  |  |  |
| | 7. Princesa María Amalia de las Dos Sicilias                   |  |  |  |  |  |  |  |  |  |  |  |  |  |  |  |
| |                                                                |  |  |  |  |  |  |  |  |  |  |  |  |  |  |  |
| |                                                                |  |  |  |  |  |  |  |  |  |  |  |  |  |  |  |
| | 30. Francisco I emperador del Sacro Imperio Romano Germánico   |  |  |  |  |  |  |  |  |  |  |  |  |  |  |  |
| |                                                                |  |  |  |  |  |  |  |  |  |  |  |  |  |  |  |
| |                                                                |  |  |  |  |  |  |  |  |  |  |  |  |  |  |  |
| | 15. Archiduquesa María Carolina de Austria                     |  |  |  |  |  |  |  |  |  |  |  |  |  |  |  |
| |                                                                |  |  |  |  |  |  |  |  |  |  |  |  |  |  |  |
| |                                                                |  |  |  |  |  |  |  |  |  |  |  |  |  |  |  |
| | 31. María Teresa I, archiduquesa de Austria y reina de Hungría |  |  |  |  |  |  |  |  |  |  |  |  |  |  |  |
| |                                                                |  |  |  |  |  |  |  |  |  |  |  |  |  |  |  |
| |                                                                |  |  |  |  |  |  |  |  |  |  |  |  |  |  |  |